# Георгий (Тертышников)
Архимандрит Георгий (в миру Николай Иванович Тертышников; 22 июня 1941, Октябрьское, Ставропольский край — 2 октября 1998, Сергиев Посад) — архимандрит Русской православной церкви, духовный писатель, богослов. Автор более 200 монографий и статей.

## Биография
Родился 22 июня 1941 года в селе Октябрьское Ставропольского края.
С отличием окончил фельдшерское отделение Ставропольского медицинского училища (1962); в 1965 году начал учиться на вечернем отделении Оренбургского медицинского института, но в 1966 году поступил в Московскую духовную семинарию, затем учился в Московской духовной академии, которую окончил в 1973 году со степенью кандидата богословия за сочинение «Гомилетический элемент в эпистолярном наследии епископа Феофана Затворника», и был оставлен профессорским стипендиатом по кафедре истории Русской церкви. Стипендиатский отчёт «Церковно-исторический материал в трудах историка Н. М. Карамзина» написал в 1974 году.
В монашество пострижен 26 декабря 1969 года наместником Троице-Сергиевой лавры архимандритом Платоном (Лобанковым).
В 1973 году вместе с игуменом Марком (Лозинским), иеромонахом Елевферием (Диденко) и протоиереем Георгием Глазуновым участвовал в тайном извлечении останков Феофана Затворника.
В течение 1973—1985 годов преподавал в Московской духовной семинарии историю Русской церкви, общую церковную историю и догматическое богословие. В 1985 году был направлен на приход во Владимирскую епархию. В сан архимандрита был возведён 28 августа 1988 года и с 1 сентября стал преподавать в Московской духовной семинарии догматическое богословие, катехизис и гомилетику. 26 марта 1990 года защитил магистерскую диссертацию «Святитель Феофан Затворник и его учение о спасении».
19 июля 1990 года был назначен ректором Тобольской духовной семинарии, но по болезни не выехал в Тобольск и 27 октября был освобождён от ректорства. С 1992 года произносил на радиостанции «Радонеж» проповеди на евангельские темы, проводил беседы по библейской истории, нравственному богословию по творениям Феофана Затворника. 5 октября 1994 года был назначен членом Синодальной комиссии по канонизации святых; готовил материалы к канонизации Феофана Затворника и других подвижников православной веры.
Был награждён медалью преподобного Сергия Радонежского 1-й степени (1983).
Скончался в Сергиевом Посаде 2 октября 1998 года. Погребён у храма-памятника во имя Спаса Нерукотворного в селе Деулино.

## Публикации
- Памяти епископа Феофана Затворника (библиографический очерк) // Журнал Московской Патриархии. — 1973. — № 3. — С. 62—67.
- Значение подвига в жизни христианина (по творениям епископа Феофана Затворника) // Журнал Московской Патриархии. — 1973. — № 12. — С. 69—71.
- О Воскресении Христовом // Журнал Московской Патриархии. — 1975. — № 5. — С 37—38.
- Необходимость подвига в духовной жизни // Журнал Московской Патриархии. — 1975. — № 11. — С. 39—40.
- Богословское наследие епископа Феофана Затворника (1815—1894) [библ. 505] // Богословские труды. — 1976. — № 16. — С. 202—222.
- Феофан Затворник // Журнал Московской Патриархии. — 1976. — № 8. — С. 67.
- В день Преподобного Сергия Радонежского // Журнал Московской Патриархии. — 1979. — № 7. — С. 32.
- В день памяти Преподобного Сергия, игумена Радонежского и всея России Чудотворца // Журнал Московской Патриархии. — 1977. — № 10. — С. 31—32.
- Жизнь и деятельность Высокопреосвященного Амвросия (Ключарева), архиепископа Харьковского // Журнал Московской Патриархии. — 1976. — № 8. — С. 73—77.
- Защита магистерской диссертации в МДА [архиепископа Смоленского и Вяземского Феодосия «Обновленческие движения в Православной Церкви на Украине с 1917 по 1943 год (по материалам Киевской, Харьковской и Полтавской епархий)»] // Журнал Московской Патриархии. — 1980. — № 4. — С. 10—11.
- Жизнь и деятельность высокопреосвященного Амвросия (Ключарева), архиепископа Харьковского // Вестник Русского Западно-Европейского Патриаршего Экзархата. — М., 1981. — № 105—108. — С. 247—257.
- Памяти великого писателя Ф. М. Достоевского // Журнал Московской Патриархии. — 1981. — № 6. — С. 24—25.
- Памяти архиепископа Симферопольского и Крымского Луки // Журнал Московской Патриархии. — 1982. — № 5. — С. 11—13.
- Человек — участник Таинства Святого Крещения // Журнал Московской Патриархии. — 1983. — № 3. — С. 76—77.
- Памяти епископа Игнатия (Брянчанинова) // Журнал Московской Патриархии. — 1983. — № 4. — С. 18—23.
- Памяти профессора МДА П. С. Казанского (к 175-летию со дня рождения) // Журнал Московской Патриархии. — 1985. — № 7. — С. 12—14.
- Корень всех грехов есть самолюбие (изречения) // Журнал Московской Патриархии. — 1990. — № 1. — С. 52
- Светильник земли Русской (жизнь и деятельность святителя Феофана Затворника) // Богословские труды. — М., 1990. — № 30. — С. 152—175.
- Свято-Троице-Сергиева Лавра. Царю Небесный // Журнал Московской Патриархии. — 1992. — № 6. — С. 2.
- Слово в Неделю сыропустную // Журнал Московской Патриархии. — М., 1993. — № 2. — С. 45-46.
- Душепопечительная и литературная деятельность святителя Феофана (Говорова) в период затвора в Вышенской пустыни // Богословские труды. — М., 1993. — № 31. — С. 34—61.
- Совершенство — высшая ступень состояния спасения: По творениям свт. Феофана Затворника // Путь Православия. — М., 1994. — № 3. — С. 12—23.
- Святитель Феофан Затворник, епископ Владимирский и Суздальский, как церковный писатель (к 100-летию со дня преставления) // Журнал Московской Патриархии. — 1994. — № 1. — С. 31—37.
- Источники христианского вероучения (по творениям святителя Феофана Затворника) // Журнал Московской Патриархии. — 1994. — № 1. — С. 38—44.
- Богопознание (по творениям святителя Феофана Затворника) // Журнал Московской Патриархии. — 1994. — № 1. — С. 44—50.
- Житие иеромонаха Варнавы (Меркулова), старца Гефсиманского скита при Свято-Троице-Сергиевой Лавре // Журнал Московской Патриархии. — 1994. — № 9-10. — С. 41—59.
- Окончание учебного года в Московских Духовных школах // Журнал Московской Патриархии. — 1995. — № 6-8. — С. 44—46.
- Пастыри Святой Православной Церкви: (По творениям свт. Феофана Затворника) // Путь Православия. — 1995. — № 4. — С. 13—28.
- Божественная благодать и свобода человека (по творениям святителя Феофана Затворника) [библ. 22] // Богословские труды. — М., 1996. — № 32 (БТ). С. 15—23.
- Защита диссертации в Московской духовной академии [Защита архим. Макарием (Веретенниковым) магист. дис. на тему «Жизнь и труды свт. Макария, митр. Московского и всея Руси» 14 марта 1996 г.] // Альфа и Омега. — М., 1996. — № 2/3. — С. 409—412.
- Пастырская душепопечительность священнослужителей Православной Церкви: (По творениям свт. Феофана Затворника) // Альфа и Омега. — М., 1997. № 3. — С. 259—273.
- Святитель Феофан Затворник и его богословское наследие // Альфа и Омега. — М., 1997. — № 2. — С. 190—209.
- Жизнеописание архим. Кронида (Любимова), наместника Свято-Троицкой Сергиевой лавры [1859—1937] // Альфа и Омега. — М., 1998. — № 2. — С. 146—163.
  - Жизнеописание архимандрита Кронида (Любимова), наместника Свято-Троицкой Сергиевой Лавры // Вышенский паломник. — 1998. — № 1(6).
- Миссионерский подвиг св. равноап. Николая в Японии // Альфа и Омега. — М., 1998. — № 3. — С. 181—199.
- Священное Писание по творениям свт. Феофана Затворника // Альфа и Омега. — М., 1998. — № 4. — С. 24—27.
- Священное Предание и творения св. отцов: По творениям свт. Феофана Затворника // Альфа и Омега. — М., 1999. — № 1. — С. 140—146.
- Критерии канонизации местночтимых святых в Русской Православной Церкви // Альфа и Омега. — М., 1999. — № 3. — С. 186—193.
- Жизнь и деятельность свт. Феофана Затворника // Альфа и Омега. — М., 1999. — № 4. — С. 222—226.
- Женское монашество в России XVII—XIX вв.: Краткий очерк // Альфа и Омега. — М., 1999. — № 2. — С. 188—195.
- Аскетизм // Альфа и Омега. — М., 1999. — № 3. — С. 163—166.